# Skrivardammen
Skrivardammen är en sjö i Sala kommun i Västmanland och ingår i Norrströms huvudavrinningsområde.